# Vic-sur-Seille
Vic-sur-Seille är en kommun i departementet Moselle i regionen Grand Est (tidigare regionen Lorraine) i nordöstra Frankrike. Kommunen ligger i kantonen Vic-sur-Seille som tillhör arrondissementet Château-Salins. År 2022 hade Vic-sur-Seille 1 325 invånare.
Konstnären Georges de La Tour (1593-1652) föddes i staden.

## Befolkningsutveckling
Antalet invånare i kommunen Vic-sur-Seille
| Referens: INSEE |